# (3832) Shapiro
(3832) Shapiro est un astéroïde de la ceinture principale.

## Description
(3832) Shapiro est un astéroïde de la ceinture principale. Il fut découvert le 30 août 1981 à la station Anderson Mesa par Edward L. G. Bowell. Il présente une orbite caractérisée par un demi-grand axe de 3,14 UA, une excentricité de 0,18 et une inclinaison de 1,0° par rapport à l'écliptique.

## Compléments